# Sean Murphy-Bunting
Sean Murphy-Bunting (Macomb, Míchigan, 19 de junio de 1997) es un jugador profesional estadounidense de fútbol americano que se desempeña en la posición de cornerback en Tennessee Titans, equipo de la National Football League (NFL).

## Carrera
Fue seleccionado en la segunda ronda en la Reunión Anual de Selección de Jugadores de la NFL de 2019. Hizo su debut profesional con el equipo Tampa Bay Buccaneers, en el cual jugó cuatro temporadas (2019-2023), luego pasó a Tennessee Titans, donde lleva jugando una temporada.